# دانشگاه السالوادور

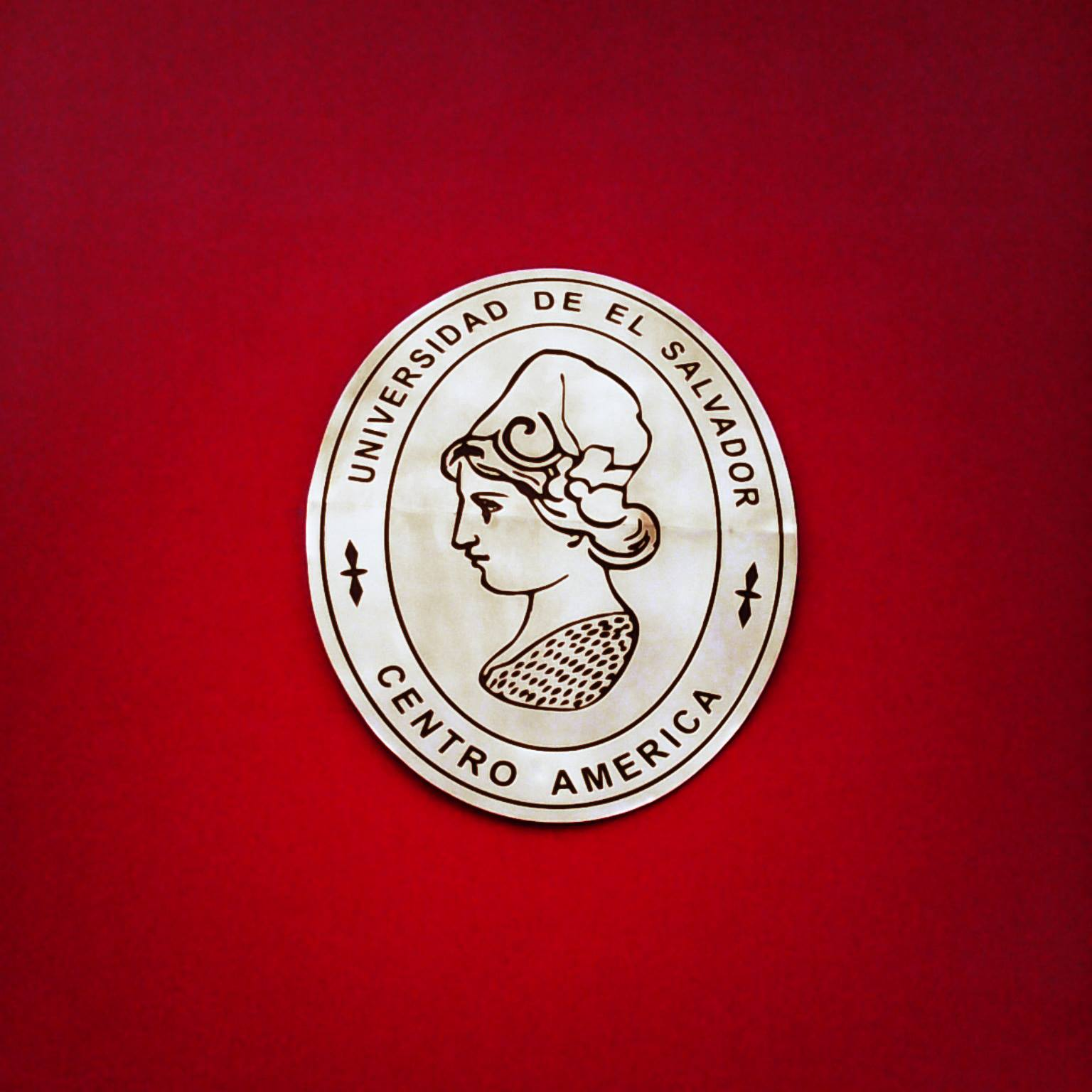
علامت UES بر سر در هر ورودی.

دانشگاه السالوادور (اسپانیایی: University of El Salvador‎) (UES) قدیمی‌ترین نهاد عالی آموزشی و برجسته‌ترین دانشگاه السالوادور است. این دانشگاه به عنوان دانشگاه ملی کشور، مشغول فعالیت است. پردیس اصلی، سیوداد اونیورسیتاریا است و در سان سالوادور قرار گرفته است، اما واحدهای دانشگاه در دیگر شهرستان‌های السالوادور مانند سانتاآنا، سان‌میگل و سان‌ویسنته نیز وجود دارد. علاوه بر این‌ها، واحد جدیدی از دانشگاه السالوادور در شهر چالاتنانگو در شمال السالوادور ایجاد شده است.

## تاریخچه
دانشگاه السالوادور در ۱۶ فوریه سال ۱۸۴۱، توسط رئیس‌جمهور، خوان لیندو با هدف ارائه مرکزی برای آموزش و پرورش جوانان السالوادور، تأسیس شد.

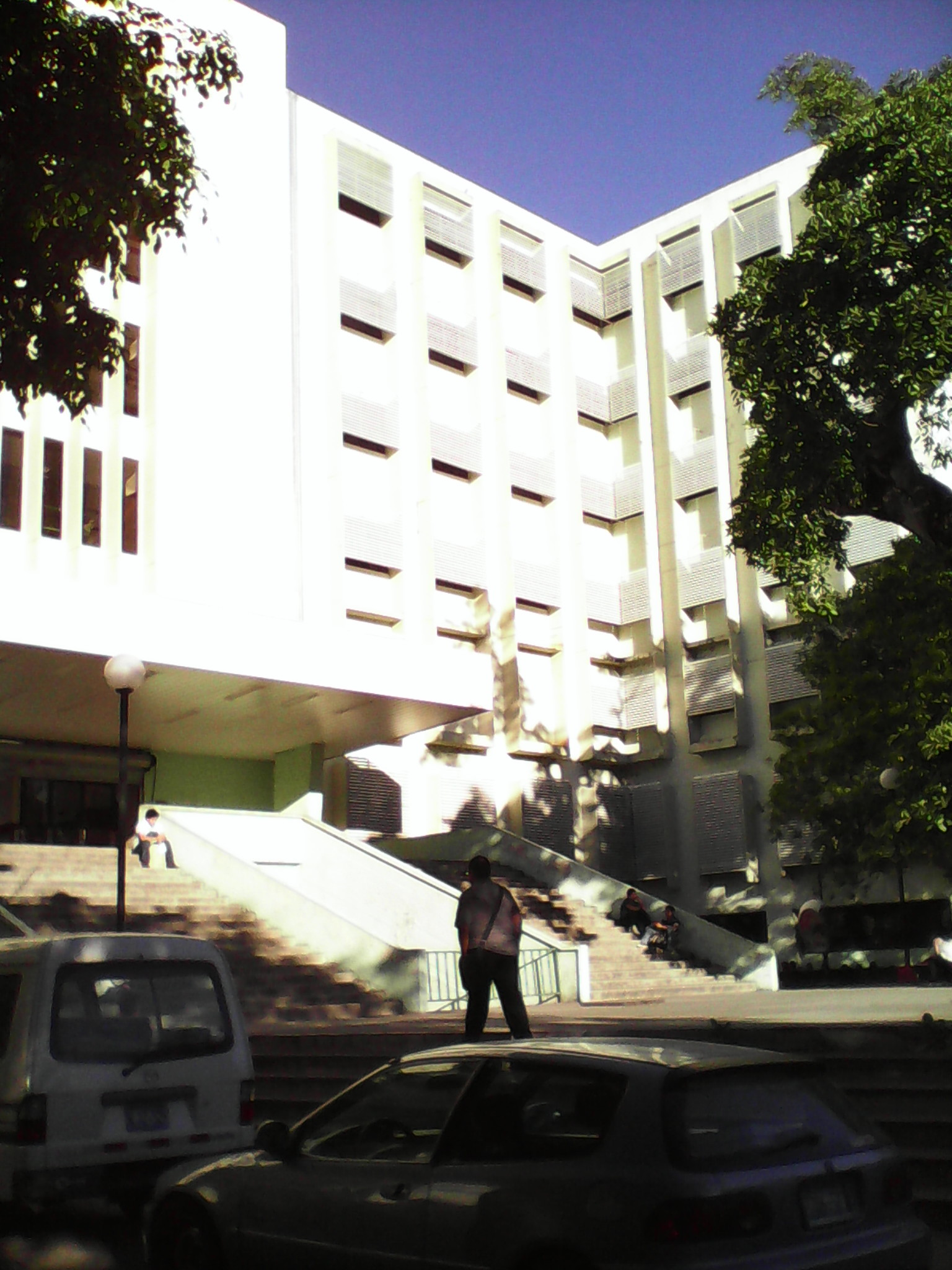
ساختمان اصلی دانشکده پزشکی دانشگاه السالوادور.

دانشگاه السالوادور همواره با دولت‌های استبدادی در این کشور مخالفت کرده و بسیاری از دانشجویان و اساتید این دانشگاه از قربانیان سرکوب نظامی بوده‌اند.